# Yokozawa Keiko
Keiko Nanba (難波　啓子 Nanba Keiko) sinh ngày 2 tháng 9 năm 1952 tại Niigata, Nhật Bản, được biết nhiều hơn với tên trên sân khấu là Keiko Yokozawa (横沢　啓子 Yokozawa Keiko), là nữ diễn viên lồng tiếng Nhật Bản. Bà được biết đến nhiều nhất với vai trò là Dorami (Doraemon), Mami Sakura (Siêu nhân Mami), Benio Hanamura (Haikara-san ga Tōru), và Sheeta (Lâu đài trên không trung)

## Vai lồng tiếng

### Anime
- Hahao Tazunete Sanzenri (Fana)
- Ashita e Attack (Sumie Nishi)
- Ashita e Free Kick (Sumie Nishi)
- Astro Boy (1980) (Libyan)
- Aura Battler Dunbine (Silky Mau)
- Bannertail: The Story of Gray Squirrel (Suu)
- Blue Seed (Yaobikuni)
- Laputa: Lâu đài trên không trung (Sheeta)
- Charlotte of the Young Grass (Charlotte)
- Cho Kosoku Galvion (Kei)
- City Hunter (Kumi)
- Dokaben (Kyoko Asahina)
- Bảy viên ngọc rồng (Annin)
- Siêu nhân Mami (Mami Sakura)
- Siêu nhân Mami: Hoshizora no Dancing Doll (Mami Sakura)
- Gauche the Cellist (Chú chuột nhỏ)
- Haikara-san ga Tōru (Benio Hanamura)
- Hokkyoku no Muushika Miishika (Yuuri)
- Ideon (Rin)
- Ippatsu Kanta-kun (Itsuko, Motsuko)
- Karuizawa Syndrome (Yukari Kuno)
- Koguma no Misha (Misha)
- Lady Lady!! (TV & movie) (Misuzu Midorigawa)
- Legend of Lemnear (Lian)
- Lupin III: Part II (Eri Zadora (tập.103))
- Meiken Jolie (Angelina)
- Nichijou (Nano's Screw (tập. 25))
- Mirai Keisatsu Urashiman (Sophia)
- Obake no Q-Taro (0-Jirou)
- Obake no Q-Taro 2 (0-Jirou)
- Oyoneko Boonyan (Uzura Yudeta)
- Patlabor (Takeo Kumagami)
- Paul no Miracle Daisakusen (Miina)
- Plastic Little (May)
- Seton Doubutsuki: Kuma no Ko Jacky (Jill)
- Shin Don Chuck Monogatari (Lala)
- Spoon Obasan (Jin, Little Bon, Lou)
- Sue Cat (Maria)
- The Ideon: A Contact (Lin Formosa)
- The Ideon: Be Invoked (Lin Formosa)
- The Kabocha Wine (Eru, Natsumi Asaoka)
- The Wonderful Adventures of Nils (Mats)
- Three-Eyed One - Prince in the Devile Island (Pandra)
- Time Bokan series
  - Time Bokan (Junko (tập.34-36))
  - Yatterman
  - Zenderman
- Tobé! Kujira no Peek (Maira)
- Urusei Yatsura (mẹ của Ten)

### Loạt seri anime Doraemon
- Doraemon 1979 (Dorami, Mẹ của Shizuka)
- Doraemon trở về (Dorami)
- Doraemon: Nobita và chuyến phiêu lưu vào xứ quỷ (Dorami)
- Đội quân Doraemon: Chuyến tàu lửa tốc hành (Dorami)
- Dorami: Cậu bé mũ rơm xanh (Dorami)
- Dorami: Xin chào những chú khủng long con (Dorami)
- Dorami: Mini-Dora SOS (Dorami)
- Dorami: Arara yêu Băng cướp nhí (Dorami)
- Doraemon: Nobita và chuyến phiêu lưu ở thành phố dây cót (Wicky)
- Doraemon: Chú khủng long của Nobita (Pisuke)

### Video Games
- Namco × Capcom (Roll Casket)
- Rockman DASH series (Mega Man Legends series) (Roll Casket)

### Vai lồng tiếng
- PB&J Otter (Connie Crane)

### Âm nhạc
- Gasshin Sentai Mechander Robo (Mika Shikishima)
- Doraemon-1979 (thể hiện bài hát theme (ED))
- Gatapishi (thể hiện bài hát theme (ED))
- The Kabocha Wine (thể hiện bài hát theme (ED2))